# Dépensier
Un dépensier (aussi appelé prodigue) est une personne qui dépense beaucoup d'argent de façon extravagante et le plus souvent en pure perte. Par exemple, une personne acquiert une automobile sportive, même si elle ne sait pas comment la conduire, dans le but d'épater ses voisins. Ce mot peut aussi qualifier une personne qui dilapide un héritage qu'un parent a mis des décennies à acquérir par son labeur.
Dans l'Histoire, plusieurs personnes ont fait montre de prodigalité, dont George IV du Royaume-Uni, Louis II de Bavière et Marie Antoinette. La Bible fait allusion à ce comportement dans la parabole du Fils prodigue. Le mot est souvent utilisé de façon sarcastique dans la presse lorsqu'un gouvernement dépense de l'argent d'une certaine façon qui laisse croire qu'il est dépensé en pure perte.

## Jurisprudence aux États-Unis
La solution moderne à la prodigalité est habituellement la banqueroute.
Cependant, durant les XIXe et XXe siècles, quelques États américains ont jugé des causes qui ont ajouté à la jurisprudence. Aux États-Unis, par exemple, l'Oregon et le Massachusetts ont expérimenté avec des lois qui permettaient aux membres d'une famille de faire déclarer légalement un autre membre comme « dépensier ». Lorsque frappées d'un tel jugement, ces personnes devenaient incapables de contracter. La loi peu commune de l'Oregon a amené des interprétations conflictuelles de la loi,. Même si ces lois étaient perçues comme ajoutant à la charge des prêteurs (qui devaient s'assurer que les emprunteurs n'étaient pas judiciairement dits dépensiers), le législateur faisait l'hypothèse qu'elles étaient justifiables puisqu'elles s'alignaient sur une politique publique qui souhaitait que la famille d'un dépensier ne se retrouve pas, par exemple, prestataire de l'aide sociale
Au XXIe siècle, ces lois américaine ont été abolies, remplacées par des lois modernes sur la banqueroute plus favorables aux emprunteurs.